# Anyphaena pontica
Anyphaena pontica är en spindelart som beskrevs av Weiss 1988. Anyphaena pontica ingår i släktet Anyphaena och familjen spökspindlar.
Artens utbredningsområde är Rumänien. Inga underarter finns listade i Catalogue of Life.